# Andervenne

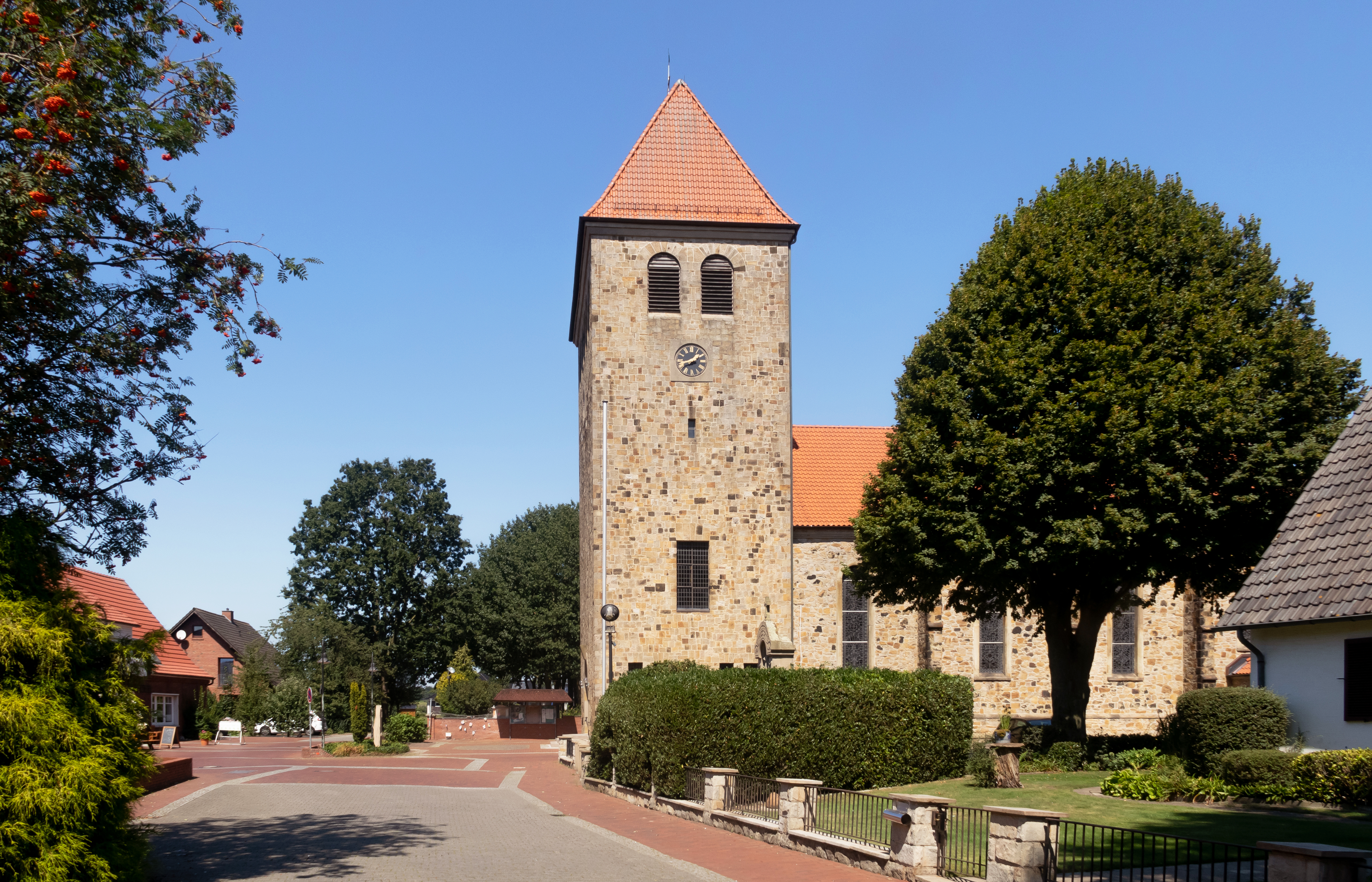
Andervenne, Sankt-Andreas-Kirche

Die Gemeinde Andervenne ist eine Mitgliedsgemeinde der Samtgemeinde Freren im Landkreis Emsland in Niedersachsen. Die Gemeinde erstreckt sich auf einer Fläche von 19,52 Quadratkilometern.

## Geographie

### Geographische Lage
Die Gemeinde Andervenne liegt an der B 214 zwischen Freren und Fürstenau und etwa 20 km östlich der Ems und der Stadt Lingen auf der Südseite der Lingener Höhe. Auf dem Gebiet der Gemeinde Andervenne liegt das Südostufer des Saller Sees.

### Nachbargemeinden
Nachbargemeinden sind im Norden die Gemeinden Lengerich und Handrup, beide in der Samtgemeinde Lengerich, im Osten die Stadt Fürstenau in der gleichnamigen Samtgemeinde im Landkreis Osnabrück und im Südwesten die Stadt Freren.

### Gemeindegliederung
Andervenne (an der = bei der; Venn = Moor) besteht aus Andervenne-Oberdorf und Andervenne-Niederdorf.

## Geschichte
Die Ortschaft (Anderveni) wurde um 1000 erstmals urkundlich erwähnt. Die heutige Gemeinde Andervenne entstand am 1. März 1974 durch den Zusammenschluss der Gemeinden Andervenne, Niederdorf und Andervenne, Oberdorf.

## Entwicklung der Einwohnerzahlen
| Andevenne    | 1880 | 1900 | 1925 | 1933 | 1939 | 1950  | 2005  | 2015  |
| ------------ | ---- | ---- | ---- | ---- | ---- | ----- | ----- | ----- |
| A-Oberdorf   | 342  | 431  | 380  | 508  | 497  | 624   | k. A. | k. A. |
| A-Ebendorf   | 53   | 72   | 94   | 103  | 7    | 5     | k. A. | k. A. |
| A-Niederdorf | 419  | 358  | 380  | 369  | 337  | 455   | k. A. | k. A. |
| Gesamt       | 814  | 861  | 854  | 980  | 841  | 1.084 | 933   | 882   |

## Politik

### Gemeinderat
Dem Gemeinderat gehören neun Ratsfrauen und -herren an. Nach der Kommunalwahl am 12. September 2021 entfallen acht Mandate auf die CDU sowie ein Mandat auf die SPD. Die nächsten Kommunalwahlen werden 2026 stattfinden.

### Bürgermeister
Seit 2001 ist Reinhard Schröder der Bürgermeister, er wurde zuletzt 2021 im Amt bestätigt.

### Wappen
Das Wappen zeigt im oberen Bereich eine goldene Gerstengarbe auf blauem Grund. Die Halme im unteren Bereich sind blau auf goldenem Grund. In der linken und rechten unteren Ecke finden sich zwei nach außen zeigende rote Pferdeköpfe auf goldenem Grund.

## Sport
Das Gebiet um den Saller See im Nordwesten der Gemeinde ist 2008 zu einem „Skike-Park“ ausgebaut worden. Der Skike-Park ist der älteste seiner Art in Deutschland.
Größter Verein der Gemeinde Andervenne ist der SV Heidekraut Andervenne. Ihm gehören ca. 500 Mitglieder an. In acht verschiedenen Sparten sind ca. 300 Sportlerinnen und Sportler aller Altersstufen aktiv. Neben Fußball bietet der Verein Kinderturnen, Volleyball, Frauensport, Walking, Montagssport für Männer und Tischtennis an. Die erste Fußballmannschaft der Frauen stieg 2014 in die drittklassige Regionalliga Nord auf, spielt aktuell aber in der Oberliga Niedersachsen.